# 世界報道自由デー
世界報道自由デー（せかいほうどうじゆうデー、World Press Freedom Day）は、報道の自由の重要性を喚起し、各国政府が世界人権宣言の第19条に基づく表現の自由を尊重し支持する義務を認識するために、国連総会で定められた啓発日である。毎年5月3日。

## 制定
この日は、報道の自由という基本的人権を称賛し、世界中の報道の自由を評価し、メディアの独立を脅かす存在から保護し、職務中に命を落としたジャーナリストたちの業績を称えるための日となっている。
これは、1991年4月29日から5月3日までナミビアの首都ウィントフックで開かれた「アフリカの独立した多元的な報道の促進に関するセミナー」（英：Promoting and Independent and Pluralistic African Press）というUNESCOのセミナーで発表された「アフリカの独立した多元的な報道の促進に関するウイントフーク宣言」（en:Windhoek Declaration）が採択された日が5月3日だったことにちなんでいる。
この宣言が同年の第26回UNESCO総会でも支持され、後に1993年12月20日の国連総会での決議へとつながっていった。
ジャーナリズムや表現の自由の分野で世界的に活躍する人を表彰する「ギジェルモ・カノ世界報道自由賞」の授与をはじめ、UNESCOや世界新聞協会(WAN-IFRA)などを中心に、報道の自由の啓蒙と奨励のためのイベントが開催される。